# Ștefăneștii de Sus, Ilfov
Ștefăneștii de Sus este un sat în comuna Ștefăneștii de Jos din județul Ilfov, Muntenia, România. Se află în partea de est a județului. La recensământul din 2002 avea 1281 locuitori.
Așezat pe malul stâng al bălții Pasărea, satul Ștefăneștii de Sus și-a luat numele de la un oarecare Ștefan, căpetenie de haiduci, care erau numeroși în vremea domniilor fanariote. Pe teritoriul acestui sat se întindeau, odinioară, ca și pe întreg teritoriul comunei Ștefăneștii de Jos, codrii Vlăsiei. 
Întemeiat după 1812, s-a format prin contopirea nucleului deja existent aici cu un număr de refugiați basarabeni.

## Populația
Populatia comunei este mixta formata astăzi din romi și români. Romii de aici sunt urmași robilor țigani de pe moșiile mănăstirilor din județul Ilfov, cei mai mulți provenind de la mănăstirea Pasărea. Românii de aici sunt parte localnici, parte români refugiați din Basarabia.